# 城镇体系规划
城镇体系规划（英語：urban system planning）曾是中华人民共和国城乡规划的一种重要形式，它旨在对一个特定的区域内合理进行城市的布局，合理配置区域基础设施，改善区域环境，确定不同层级城市的地位、性质和作用，协调城市之间的关系，以促进区域的合理发展。
2019年5月28日，自然资源部发布《自然资源部关于全面开展国土空间规划工作的通知》。通知提到，“各地不再新编和报批主体功能区规划、土地利用总体规划、城镇体系规划、城市（镇）总体规划、海洋功能区划等。已批准的规划期至2020年后的省级国土规划、城镇体系规划、主体功能区规划，城市（镇）总体规划，以及原省级空间规划试点和市县‘多规合一’试点等，要按照新的规划编制要求，将既有规划成果融入新编制的同级国土空间规划中。”自此，城镇体系规划作为中国大陆的规划种类之一被废止。

## 研究的起源
早在1920年代，包括德国地理学家瓦尔特·克里斯塔勒在内的地理学家、经济学家就对城镇群的问题进行了研究。1960年代，城镇体系首次作为独立概念，用于描述美国的国家经济和国家地理。而用于规划的实践，则是从1980年代开始在中国流行起来。

## 规划层次
中国大陆的空间规划体系，由上到下依次是国土规划、区域规划、城镇体系规划、城市总体规划、城市详细规划，城镇体系规划是根据国土规划制定，并对城市总体规划具有指导意义的宏观性区域规划，以区域城镇和城乡协调发展为目标，确定区域城镇化和城镇发展战略，合理安排区域城镇布局，协调城镇发展与产业配置的时空关系，对区域土地和各项资源利用、基础设施和社会设施配置、环境保护等要素进行统筹协调和综合安排的区域规划。
| 层级                                 | 相关部门                                             |
| ------------------------------------ | ---------------------------------------------------- |
| 全国城镇体系规划                     | 国务院城乡规划行政主管部门会同国务院有关部门组织编制 |
| 省域城镇体系规划                     | 省、自治区人民政府组织编制                           |
| 市域城镇体系规划（属于城市总体规划） | 城市人民政府或地区行署、自治州、盟人民政府组织编制   |
| 县域城镇体系规划（属于县总体规划）   | 县或自治县、旗、自治旗人民政府组织编制               |

## 相关法律法规
1984年中华人民共和国国务院公布的《中华人民共和国城市规划条例》首次提出：“直辖市和市的总体规划应当把行政区域作为统一的整体，合理部署城镇体系”。此后，国家建设部和地方的城市规划部门都开始积极进行市域城镇体系规划的实践。
1989年底全国人大常委会通过，随即施行的《中华人民共和国城市规划法》明确规定“全国和各省、自治区、直辖市都要分别编制城镇体系规划，用以指导城市规划的编制”，“设市城市和县城的总体规划应当包括市或县的行政区域的城镇体系规划”。
2008年全国人大通过的《中华人民共和国城乡规划法》再次明确了城镇体系规划的法律地位。
1994年9月1日至2010年7月1日，全国、省域城镇体系规划的审批按照《城镇体系规划编制审批办法》进行。2010年7月1日，原审批办法废止，由《省域城镇体系规划编制审批办法》取代。

## 具体实践
城镇体系在西方国家主要被用于研究国家经济和国家地理，但少有用于规划和实践。其用于规划领域的实践则是自1980年代在中国大陆开始流行起来的。
根据《中华人民共和国城乡规划法》的要求，建设部作为国务院城乡规划主管部门，负责《全国城镇体系规划纲要》的编制。
根据《全国城镇体系规划纲要（2005-2020年）》，五个全球职能城市为：北京、天津、上海、广州和香港，它们在发展外向型经济以及推动国际文化交流方面具有重要作用。区域中心城市有：重庆、沈阳、大连、长春、哈尔滨、南京、杭州、宁波、厦门、济南、青岛、武汉、深圳、成都、西安、石家庄、太原、呼和浩特、合肥、福州、南昌、郑州、长沙、南宁、海口、贵阳、昆明、兰州、西宁、银川和乌鲁木齐，区域中心城市的培育将促进区域经济社会的发展，缩小地区间发展水平的差距。
2010年2月，中华人民共和国住房和城乡建设部编制的《全国城镇体系规划（草案）》在全球职能城市的基础上，提出五大国家中心城市的概念，拟将北京市、天津市、上海市和广州市四大城市规划为国家中心城市，并将重庆市由区域中心城市提升至国家中心城市层面，但并未出台正式城镇体系规划文件。
2016年5月，经国务院同意，发改委和住建部联合印发《成渝城市群发展规划》指导文件，成都被列为国家中心城市。
2016年12月，经国务院批复同意、国家发改委正式发布的《促进中部地区崛起“十三五”规划》中，武汉和郑州被列为国家中心城市。
2018年2月，经国务院批复同意、国家发改委正式发布的《关中平原城市群发展规划》中，西安被列为国家中心城市。
另外南京、杭州、青岛、长沙等城市也都以国家中心城市为发展目标。
由于提出“国家中心城市”概念的规划尚未正式发布实施，因而尚不能取代“全球职能城市”的概念。
截至到2018年2月，9个国家中心城市的综合评估排名是：北京、上海、广州、重庆、天津、武汉、成都 、郑州、西安。